# 塩谷頼純
塩谷 頼純（しおのや よりずみ）は、平安時代末期の武将。

## 略歴
『喜連川塩谷系譜』によれば、天仁元年（1108年）正月に父・義親が討たれた後に、その遺領の摂津国東成郡堀江荘で生まれたとされる。生後は、堀江荘に住したが、『喜連川塩谷系譜』によれば、生後まもなく流罪により、塩谷の地に下ったとされる。『矢板市史』では、大治5年（1130年）頃に塩谷に下ったと推測しているが、この場合、頼純との没年の整合性を検討しなければならない。居城は堀江山城。頼純が居城した頃の堀江山城は、現在残る山城の遺構の西側、三方を山に囲まれ奥まった山麓に作られた馬蹄形の居館であったと考えられている。但し、居城を御前原城とする説もある。
『堀江記』『堀江物語絵巻』などによれば、頼純の妻・弥生が美人であったため、時の下野国司に見初められ、これを奪うべく弥生の父・原重房をそそのかし、武蔵国と相模国の境にある上田山で、頼純は、重房に討ち取られたとされる。塩谷氏が菩提寺として信仰した寺山観音寺の記録にも「堀江三良(三郎)頼澄(頼純)公 武蔵相模ノ境ナル上田山ニテ上野板蔵(板鼻)城主原ノ左衛門重房ノ逆心ニヨツテ打ホロビ」とある。年代的には、『堀江記』『堀江物語絵巻』などに基づけば1128年頃と推測されるが定かではない。ちなみに、寺山観音寺の記録では、後伏見天皇の時代のこととしているが、頼純を川崎城主とするなど錯誤が見られ、この記述は誤りである。